# Donnie Brooks
John Dee Abohosh (6 de febrero de 1936-23 de febrero de 2007)
Mundialmente conocido como Donnie Brooks fue un cantante estadounidense de rock perteneciente a la Era del Rock And Roll. Su único gran éxito "Mission Bell" le bastó para ser recordado como una de las Leyendas del Rockabilly; de las cuales forma parte en el Salón de la Fama del Rockabilly.
Nacido en Dallas, Texas, Abohosh emigró a Ventura (California) durante su adolescencia, ahí fue adoptado por su padrastro y tomó el nombre de John D. Faircloth. descubrió sus dotes como cantante a temprana edad, y grabó algunos éxitos menores en pequeños sellos fonográficos, usando los nombres artísticos: Johnny Jordan, Dick Bush, y Johnny Faire, obtuvo algunas ventas con "Bertha Lou" a principios de 1959, mientras que la versión de Clint Miller se situó en las listas de popularidad nacionales. Animado por sus amigos, Dorsey y Johnny Burnette, perseveró en el mundo musical, y ya a finales de 1959 y con el nombre de Donnie Brooks hizo su primera grabación. La canción "Li'l Sweetheart" recibió una calurosa bienvenida, pero fue en marzo de 1960 que el sencillo que contenía "Mission Bell" (La Campana de la Misión) grabada para el sello Era Records mostró la calidad interpretativa de Donnie al escalar a la notable posición #7 del Billboard Hot 100.
Sus siguientes éxitos fueron "Doll House"/"Round Robin" sencillo que fue éxito con portada en color grabado para Era Records, el cual se situó en la posición #31 en diciembre de 1960. Aunque continuó grabando dentro del mundo musical por lo menos hasta 1970, nunca logró obtener el mismo nivel de éxito que tuvo. En 1971, Brooks interpretó el papel de Jesucristo en la Opera Rock "Truth of Truths" (Verdad de verdades) para Oak Records. El disco fue producido por Ray Ruff, quien había trabajado previamente para ABC-Paramount, Happy Tiger y Dot. Brooks efectuó giras al lado de otros intérpretes de la Era del Rock And Roll en Shows del Recuerdo.
Brooks murió de una ataque cardiaco tras una larga enfermedad el 23 de febrero del 2007. Días antes había cumplido 71 años de edad.
Recibió un servicio fúnebre especial y se celebró un show en su honor el domingo 26 de marzo del 2007 en Elke Lodge en Burbank, California.